# コトラ

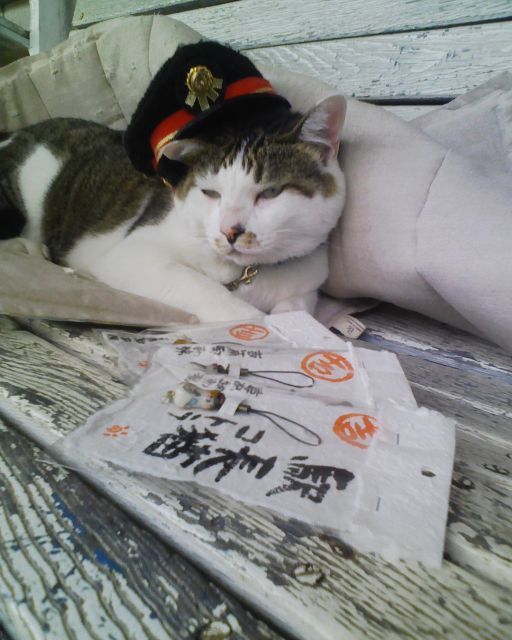
コトラ

コトラは旧同和鉱業片上鉄道線吉ヶ原駅（廃駅）に「駅長猫」として勤めていた猫である。保存鉄道団体「片上鉄道保存会」会員の飼い猫で、同会が旧片上鉄道車両の動態保存活動を行う日に駅長帽やヘルメットをかぶり吉ヶ原駅に出勤する。2015年5月6日をもって「駅長」職を後任の「ホトフ（猫）」に引き継ぎ、以後の役職は「嘱託駅員」となっている。
2017年11月13日に死去していたことが明かされた。
廃駅であるとはいえ、和歌山電鐵貴志川線貴志駅の駅長に任命されたたまよりも任命が早く、日本初の駅長を勤めた猫でもあった。

## 駅長就任の経緯
2002年春ごろ、吉ヶ原駅周辺で産まれた野良猫5匹のうちの1匹。これをもらい受けた片上鉄道保存会の会員が旧片上鉄道車両の展示運転中、吉ヶ原駅で手作りの帽子をかぶせて「駅長が仕事の猫」としたもの。名前の由来は柵原鉱山から産出される硫化鉄鉱石運搬用主力貨車「トラ」と毛並みがサバトラであったことから。
飼い主が2005年4月12日にコトラのブログを開設するにあたり、当時「猫の駅長」「駅猫」という言葉は検索で見つかったためそこにはない名前をと『駅長猫コトラの独り言』と名付けたのが「駅長猫」と呼ばれるようになった始まりである。

## 就任以降
吉ヶ原駅における展示運転日には車両到着時に触車防止として来園者の注意を車両からそらすのが役目のため、
CM撮影時に白く塗られたホームのベンチにいる。
- 2008年 - 吉ヶ原駅周辺で道路建設のための線路撤去計画に対し景観との両立を請願する署名活動を行った結果、線路が残ることになった。
- 2009年5月11日 - 会津鉄道芦ノ牧温泉駅の駅長猫「ばす」との対面が実現し、多数の取材陣が駅を訪問した[2][注 1][注 2]。
- 2010年 - 坪尻駅が還暦を迎えるにあたりJR四国阿波池田駅長より1日駅長を委嘱される。以降、1日館長として四国鉄道文化館へ、また、平成筑豊鉄道門司港レトロ観光線関門海峡めかり駅、高松琴平電気鉄道琴平線琴電琴平駅での1日駅長となった。
- 2011年 - 津軽鉄道への道中、旧日中線熱塩駅にて東北地方太平洋沖地震（東日本大震災）に遭遇。同年9月に美咲町から観光大使とし委嘱されて会津鉄道を訪問している。なお、コトラは、翌年のゴールデンウィークに改めて津軽鉄道を訪れ、芦野公園駅と津軽中里駅の統括駅長を務めた。
- 2012年5月6日 - 「駅長退任式」挙行、同日を以って駅長職を後任の「ホトフ（猫、助役）」に譲る。高齢のため。以降は「嘱託駅員」として、日時を限って勤務することとなった[7]。
- 2017年11月13日 - 15歳6ヶ月で死去[1]。飼い主によると、夏ごろに体重減少により病院で診察をした結果腎不全と診断され、10月からは食事もあまりとらず、この日飼い主の腕の中で息を引き取ったという。駅への勤務は2017年5月が最後だった[1]。
- 2017年12月3日 - 展示運転日であるこの日、永年勤続表彰及び退任式が吉ヶ原駅にて執り行われ、死去した翌日の11月14日付で吉ヶ原駅嘱託駅員の職を解く、と書かれた辞令書が交付された。式典には会津鉄道芦ノ牧温泉駅から｢ばす｣の世話をしていたヒトの駅長、小林美智子が駆けつけたという[注 3]。

## 出版物での紹介
- ササキユリ「列島縦断 アニマル見聞録 第18回」『DIME』第20巻第13号、小学館、東京、2005年7月、p.188。
- 横山公一「ヨコヤマがゆく突撃47ローカル私鉄の保存鉄道」『ラジオライフ』第27巻第11号、三才ブックス、東京、2006年、pp.25 - 27。
- 杉崎行恭「駅旅本線 第25駅」『JTB時刻表』第83巻第5号、JTBパブリッシング、東京、2007年、カラー見開き。
- 矢野直美『鉄子の旅写真日記』阪急コミュニケーションズ、東京、2008年8月、p.100頁。ISBN 978-4-484-08219-6。